# Медведкино
Медведкино — посёлок в Куйбышевском районе Новосибирской области. Входит в состав Новоичинского сельсовета.

## География
Площадь посёлка — 19 гектаров.

## История
В 1976 г. Указом Президиума ВС РСФСР посёлок фермы № 3 совхоза «Ичинский» переименован в Медведкино.

## Население
| 2002 | 2007 | 2010 |
| ---- | ---- | ---- |
| 127  | ↘115 | ↘83  |

## Инфраструктура
В посёлке по данным на 2007 год функционируют 1 учреждение здравоохранения и 1 учреждение образования.